# Kýros Mladší
Kýros Mladší (staropersky 𐎤𐎢𐎽𐎢𐏁 – 
- Kúrúš, novopersky کوروش Kúrúš; † 401 př. n. l. v bitvě u Kunax) byl perský princ z rodu Achaimenovců, syn krále Dareia II. a jeho ženy Parysatidy.
Kýros byl oblíbeným synem královny, která měla v říši značný vliv, a na její zásah byl v závěru peloponnéské války mezi Athénami a Spartou ustaven satrapou Lýdie, Frýgie a Kappadokie, tj. prakticky nejvyšším perským činitelem v Malé Asii. V této funkci podporoval subsidiemi spartského velitele Lýsandra, což nakonec přispělo k porážce Athén ve válce. Po smrti svého otce Dareia v roce 404 př. n. l. se vzbouřil proti novému králi Artaxerxovi II., svému bratru, vytáhl v čele řeckých žoldnéřů proti němu, poblíž Babylónu byl však v rozhodující bitvě zabit.
Kýrovo tažení do Mezopotámie i pozdější návrat žoldnéřů do Řecka popsal ve svém spise Anabasis starověký spisovatel, historik, filosof a vojenský velitel Xenofón.